# Бакинські комісари
Баки́нські коміса́ри — 26 керівних комуністичних революційних діячів м. Баку й Азербайджану: С. Шаумян, І. Фіолетов, П. Джапарідзе, М. Азізбеков, Я. Зевін, І. Малигін, А. Амірян, Мір-Гасан Везіров, Г. Корганов, Г. Петров, С. Осепян, М. Басін, Ф. Солнцев, А. Констандян, А. Борян, І. Метакса, І. Ніколайшвілі, Б. Авакян, А. Богданов, С. Богданов, В. Полухін, Е. Берг, М. Коганов, І. Габишев, І. Мішне, Т. Аміров.
Діяльність Бакинських комісарів зв'язана з боротьбою більшовиків Азербайджану за встановлення радянської влади. Коли 25 квітня 1918 року був створений перший державний орган радянської влади Азербайджану — Бакинський Раднарком, головою його став С. Г. Шаумян, комісаром внутрішніх справ — П. А. Джапарідзе, головою Ради народного господарства — І. Т. Фіолетов, губернським комісаром — М. А. Азізбеков, комісаром праці — Я. Д. Зевін. Бакинські комісари відіграли визначну роль у боротьбі більшовиків Азербайджану за здійснення націоналізації нафтової промисловості, конфіскації бекських і ханських земель, за створення частин Червоної Армії і т. д.
Бакинські комісари були керівниками боротьби проти партій дашнаків і мусаватистів. Після захоплення влади в Баку есерами та меншовиками (31 липня 1918) Бакинські комісари були ув'язнені, проте у вересні 1918 їм вдалося звільнитися. На пароплаві «Туркмен» вони хотіли виїхати до Астрахані, але командування судна доставило їх у Красноводський порт, де знаходилися англійські війська. Англійське військове командування посадило Бакинських комісарів за грати «за спробу втечі без здачі звіту про витрачання народних грошей, вивезення військового майна і зраду». Бакинським комісарам було пред'явлено звинувачення в здачі Баку азербайджанським військам, і вони були засуджені до смертної кари. Вночі 20 вересня 1918 Бакинські комісари були вивезені з Красноводська і в глухих пісках між станціями Ахча-Куйма і Перевал вбиті.

## Екранізація
У 1966 році спільним виробництвом кіностудій «Мосфільм» і «Азербайджанфільм» режисером Аждаром Ібрагімовим був знятий художній фільм «26 бакинських комісарів».